# 黃羽暮蟬
黃羽暮蟬，舊名黃羽蜩，为臺灣特有的蟬科暮蟬屬物种，棲息於低海拔山區。成蟲於每年5月出沒，體型相似陽明山暮蟬、大坪暮蟬，有較大的黑色斑紋位在頭部複眼旁，及前翅為透明略帶黃色，公蟬體長約38毫米，翅展長約98毫米。